# 圣但尼 (奥德省)
圣但尼（法語：Saint-Denis，法語發音：[sɛ̃ dəni] ⓘ）是法国奥德省的一个市镇，位于该省北部，属于卡尔卡松区。

## 地理
圣但尼（43°21'36"N, 2°13'15"E）面积8.21 平方千米，位于法国奧克西塔尼大區奥德省，该省份为法国南部沿海省份，北起塔恩省，西北接上加龙省，西接阿列日省，南至东比利牛斯省，东临地中海，东北与埃罗省接壤。
与圣但尼接壤的市镇（或旧市镇、城区）包括：布鲁斯和维拉雷、丰捷卡巴代斯、拉孔布、蒙托略、赛萨克。

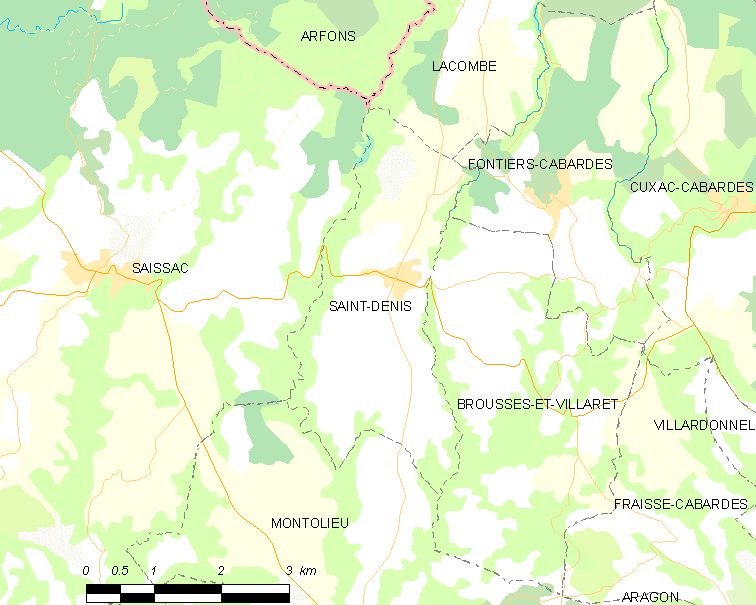
的OSM定位图

圣但尼的时区为UTC+01:00、UTC+02:00（夏令时）。

## 行政
圣但尼的邮政编码为11310，INSEE市镇编码为11339。

## 政治
圣但尼所属的省级选区为努瓦尔山区拉马勒佩尔县。

## 人口

1962-2008年间人口变化图示

圣但尼于2022年1月1日时的人口数量为511人。